# Интерна медицина
Интерна медицина се бави проучавањем, лечењем и спречавањем унутрашњих болести (болести срца, крви и крвних судова, органа за варење, плућа и др). Интерна медицина је део клиничке односно куративне медицине која проучава, препознаје и лечи неоперативним методама и спречава настанак болести унутрашњих органа (срце, плућа, бубрези итд). Од интерне медицине се одвајају одређене уже специјалности, као што су: гастроентерологија, кардиологија, хематологија, ендокринологија, пулмологија, имунологија, реуматологија итд.